# Carta Internacional de los Datos Abiertos

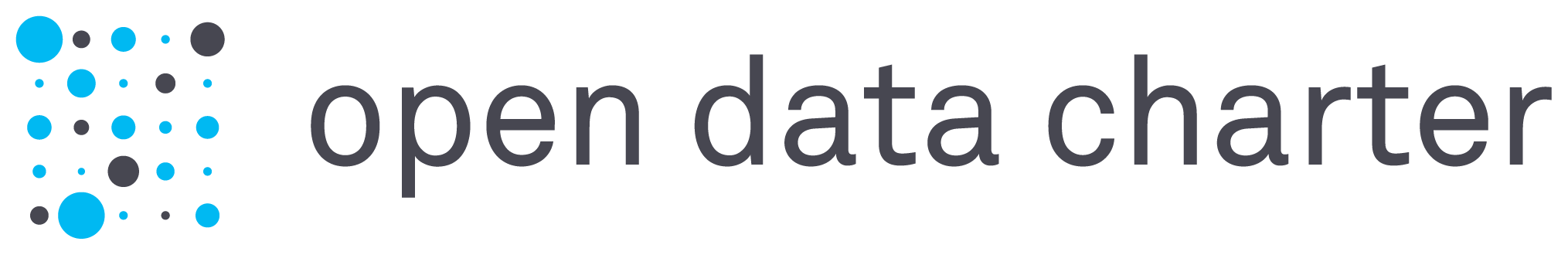
Logo oficial

La Carta Internacional los de Datos Abiertos es un conjunto de principios y buenas prácticas para la liberación de datos abiertos gubernamentales. La carta fue formalmente adoptada por diecisiete gobiernos de países, estados y ciudades en la Cumbre Global de la Alianza para el Gobierno Abierto en México en octubre de 2015. Los firmantes incluyen los gobiernos de Chile, Guatemala, Francia, Italia, México, Filipinas, Corea del Sur, el Reino Unido y Uruguay, las ciudades de Buenos Aires, Minatitlán, Puebla, Veracruz, Montevideo, Reynosa, el estado de Morelos y Xalapa.

## Principios
La carta establece que los datos liberados por gobiernos deben ajustarse a estos principios:
- Abierto por defecto
- Oportuno y completo
- Accesible y utilizable
- Comparable e interoperable
- Para la mejora de la gobernanza y la participación ciudadana
- Para el desarrollo Inclusivo e Innovación